# Мстители: Эра Альтрона (саундтрек)
«Мсти́тели: Э́ра Альтро́на» (оригинальный саундтрек) — музыка к фильму «Мстители: Эра Альтрона» (2015) от компании Marvel Studios, основанному на одноимённой команде компании Marvel Comics. Музыка была написана американскими композиторами Брайаном Тайлером и Дэнни Эльфманом. Альбом саундтреков был выпущен студией Hollywood Records в цифровом формате 28 апреля 2015 года, а в физическом формате 19 мая 2015 года.

## Разработка
В марте 2014 года американский композитор Брайан Тайлер подписался на сочинение музыки к фильму, заменив Алана Сильвестри, а также отметив своё третье сотрудничество с Marvel после фильмов «Железный человек 3» (2013) и «Тор 2: Царство тьмы» (2013). Тайлер заявил, что музыка отдаёт дань уважения музыке Джона Уильямса к фильмам «Звёздные войны. Эпизод IV: Новая надежда» (1977), «Супермен» (1978) и «Индиана Джонс: В поисках утраченного ковчега» (1981), а также ссылается на музыку к фильмам «Железный человек» (2008), «Тор» (2011) и «Первый мститель» (2011), чтобы создать целостную музыкальную вселенную, сказав: «Это, конечно, цель. Вы должны встроить ностальгию и сделать это заранее, чтобы вы могли отнестись к этому». Дэнни Эльфман также внёс свой вклад в создание музыкальной партитуры, использовав тему Сильвестри из первого фильма для создания новой гибридной темы. «Фильм представляет собой такое большое полотно, что в нём были части, которые действительно выиграли от его голоса» — сказал Тайлер о вкладе Эльфмана. «Но также нужно было, чтобы всё это сочеталось и гармонично сочеталось, и над этим мы очень старались».
Музыка была исполнена Филармоническим оркестром и записана на студии Abbey Road в начале 2015 года. В апреле 2015 года Marvel опубликовала трек-лист и объявила, что саундтрек будет выпущен на физических носителях 19 мая 2015 года, а на цифровых 28 апреля 2015 года. На следующий день был представлен бонус-трек, написанный Эльфманом, под названием «New Avengers-Avengers: Age of Ultron».

## Трек-лист
| №                   | Название                                 | Музыка              | Длительность |
| ------------------- | ---------------------------------------- | ------------------- | ------------ |
| 1.                  | «Avengers: Age of Ultron Title»          | Брайан Тайлер       | 0:43         |
| 2.                  | «Heroes»                                 | Дэнни Эльфман       | 2:07         |
| 3.                  | «Rise Together»                          | Брайан Тайлер       | 2:23         |
| 4.                  | «Breaking and Entering»                  | Брайан Тайлер       | 3:04         |
| 5.                  | «It Begins»                              | Дэнни Эльфман       | 2:42         |
| 6.                  | «Birth of Ultron»                        | Брайан Тайлер       | 3:05         |
| 7.                  | «Ultron-Twins»                           |                     | 4:13         |
| 8.                  | «Hulkbuster»                             | Брайан Тайлер       | 4:32         |
| 9.                  | «Can You Stop This Thing?»               | Дэнни Эльфман       | 1:03         |
| 10.                 | «Sacrifice»                              | Брайан Тайлер       | 2:42         |
| 11.                 | «Farmhouse»                              | Дэнни Эльфман       | 4:02         |
| 12.                 | «The Vault»                              | Брайан Тайлер       | 2:58         |
| 13.                 | «The Mission»                            | Брайан Тайлер       | 2:48         |
| 14.                 | «Seoul Searching»                        | Брайан Тайлер       | 2:48         |
| 15.                 | «Inevitability-One Good Eye»             | Дэнни Эльфман       | 5:07         |
| 16.                 | «Ultron Wakes»                           | Дэнни Эльфман       | 1:43         |
| 17.                 | «Vision»                                 | Брайан Тайлер       | 3:47         |
| 18.                 | «The Battle»                             | Брайан Тайлер       | 4:24         |
| 19.                 | «Wish You Were Here»                     | Брайан Тайлер       | 1:36         |
| 20.                 | «The Farm»                               | Дэнни Эльфман       | 1:14         |
| 21.                 | «Darkest of Intentions»                  | Брайан Тайлер       | 2:26         |
| 22.                 | «Fighting Back»                          | Брайан Тайлер       | 2:33         |
| 23.                 | «Avengers Unite»                         | Дэнни Эльфман       | 1:08         |
| 24.                 | «Keys to the Past»                       | Брайан Тайлер       | 1:48         |
| 25.                 | «Uprising»                               | Брайан Тайлер       | 2:32         |
| 26.                 | «Outlook»                                | Брайан Тайлер       | 2:38         |
| 27.                 | «The Last One»                           | Брайан Тайлер       | 2:14         |
| 28.                 | «Nothing Lasts Forever»                  | Дэнни Эльфман       | 1:57         |
| 29.                 | «New Avengers - Avengers: Age of Ultron» | Дэнни Эльфман       | 3:09         |
| Общая длительность: | Общая длительность:                      | Общая длительность: | 1:17:26      |

## Дополнительная музыка
Дополнительная музыка в фильме:
| Заголовок                         | Композитор                                                             | Исполнитель(-и)                                                                                  | Ключевые сцены/примечания |
| --------------------------------- | ---------------------------------------------------------------------- | ------------------------------------------------------------------------------------------------ | --- |
| Темы из фильма «Мстители» (2012)  | Алан Сильвестри                                                        |                                                                                                  | Интерполяция на протяжении всего фильма. |
| «Норма, действие I: „Каста дива“» | Винченцо Беллини                                                       | Мария Каллас, Coro Del Ла Скала, Milano, Orchestra Del Teatro Alla Scala, Milano, Туллио Серафин | Брюс Бэннер слушает песню в наушниках во время возвращения команды в Башню Мстителей. |
| «Great Intentions»                | Джейсон Френч Муниз, Колтон Фишер, Джеймс Каталбас и Джейсон Рабинович | Дамато                                                                                           | Воспроизводится во время вечеринки Мстителей в Башне. |
| «Liquid Spirit»                   | Грегори Портер                                                         | Грегори Портер                                                                                   | Играет на заднем плане во время победной вечеринки Мстителей. |
| «I Can’t Get Started»             | Айра Гершвин, Вернон Дьюк                                              | Биг-бэнд-оркестр BBC                                                                             | |
| «Evening of Elegance»             | Билл Кейс                                                              |                                                                                                  | |
| «Drum Duel»                       | Брайан Тайлер                                                          | Брайан Тайлер                                                                                    | Воспроизводится во время соревнования по подъёму молота Тора — Мьёльнира. |
| «I’ve Got No Strings»             | Ли Харлайн, Нед Вашингтон                                              | Дики Джонс                                                                                       | После того, как слова песни впервые произносит Альтрон, она играет во время его побега на базу барона Вольфганга фон Штрукера в Заковии. Позже в фильме он поёт первые несколько строк, когда устраивает засаду на Мстителей после захвата квинджета. |
| «Золушка», соч. 87                | Сергей Прокофьев                                                       |                                                                                                  | Играет во время воспоминаний Наташи Романофф (Чёрной Вдовы) о её воспитании в Красной комнате. |
| «Berliner Messe: 1. Kyrie»        | Арво Пярт                                                              | Камерный хор Эстонской филармонии и Таллиннский камерный оркестр                                 | Воспроизводится после гибели Пьетро Максимофф, когда Ванда Максимофф находит Альтрона и убивает его. |
| «Full Dress Hop»                  | Джин Крупа, Дэвид Рой Элдридж                                          | Джин Крупа и его оркестр                                                                         | Играет во время галлюцинационного видения Стива Роджерса (Капитана Америки) о вечеринке, посвященной окончанию Второй мировой войны. |